# Liste des églises catholiques de Tunisie
Cette page présente la liste des 132 églises catholiques de Tunisie encore existantes au moment de l'indépendance du pays en 1956.

## Historique
Des églises catholiques existent déjà en Tunisie avant l'instauration du protectorat français. L'église Sainte-Croix de Tunis, construite en 1837, est la plus ancienne, mais d'autres sont créées respectivement à Sousse (1839), Sfax (1841), Djerba (1848), Bizerte (1851), Porto Farina (1860), Mahdia (1861), Monastir (1862) et La Goulette (1879).
Avec l'instauration du protectorat, de nombreux chrétiens français, italiens et maltais s'installent dans le pays. En 1956, ils sont plus de 250 000 à vivre en Tunisie, soit 7 % de la population totale. Pour assurer un soutien spirituel à ces familles très croyantes, les autorités ecclésiastiques envoient des prêtres partout où les fidèles en font la demande. Des comités de souscription sont créés pour recueillir des fonds pour la construction d'églises. Même les villes ouvrières construites par les compagnies minières sont pourvus de lieux de culte financés par l'investisseur.
L'indépendance de la Tunisie en 1956 est un tournant dans le développement de la présence chrétienne en Tunisie. Dix ans plus tard, 90 % des Européens ont quitté le pays et les églises sont désertées. Un modus vivendi est donc signé entre la Tunisie et le Vatican le 10 juillet 1964 et paru au Journal officiel de la République tunisienne le 24 juillet. Cet accord prévoit la cession à l'État tunisien à titre gratuit et définitif des 107 lieux de culte à l'exception de ceux mentionnés en annexe de l'accord (cathédrale de Tunis, église Sainte-Jeanne-d'Arc de Tunis, église de La Goulette, église de Grombalia et église Saint-Félix de Sousse) avec « l'assurance qu'ils ne seront utilisés qu'à des fins d'intérêt public compatibles avec leur ancienne destination ». L'idée directrice est de faire disparaître l'aspect extérieur et visible de l'Église et d'entrer en possession de tout ce qui peut être utilisé.
D'autres lieux de culte sont transférés au domaine tunisien lors des nationalisations des sociétés agricoles européennes le 12 mai 1964 ou des compagnies minières qui étaient propriétaires des édifices religieux.

## Églises mentionnées dans lemodus vivendi
La liste ci-dessous inclut les édifices mentionnés dans le modus vivendi, :
| Église                                                     | Localisation     | Date de construction | Utilisation actuelle                      | Coordonnées                       | Illustration                                                           |
| ---------------------------------------------------------- | ---------------- | -------------------- | ----------------------------------------- | --------------------------------- | ---------------------------------------------------------------------- |
| Église d'Aïn Draham                                        | Aïn Draham       | 1931                 | Centre culturel                           | 36° 46′ 38″ nord, 8° 41′ 28″ est  | Église d'Aïn Draham                                                    |
| Église d'Aïn el-Asker                                      | Bir Mcherga      |                      | Détruite                                  | à géolocaliser                    | Image manquante                                                        |
| Église Sainte-Thérèse-de-l'Enfant-Jésus d'El Aouina        | Tunis            | 1932                 | Salle de sport (boxe)                     | 36° 51′ 11″ nord, 10° 15′ 27″ est | Église d'El Aouina, Tunis                                              |
| Église de l'Ariana                                         | Ariana           | 1955                 | Bureaux du gouvernorat                    | 36° 51′ 13″ nord, 10° 11′ 23″ est | Église de l'Ariana                                                     |
| Église d'El Aroussa                                        | El Aroussa       | 1953                 | Abandonnée                                | 36° 22′ 50″ nord, 9° 27′ 13″ est  | Église d'El Aroussa                                                    |
| Église Sainte-Monique du Bardo                             | Le Bardo         | 1921                 | Bureau d'un club omnisports               | 36° 48′ 37″ nord, 10° 08′ 19″ est | Église Sainte-Monique du Bardo                                         |
| Église Notre-Dame-du-Travail de Bellevue                   | El Ouardia       | 1926                 | Siège de la municipalité                  | 36° 46′ 49″ nord, 10° 11′ 35″ est | Église Notre-Dame-du-Travail de Bellevue, El Ouardia                   |
| Église Notre-Dame-du-Rosaire de Béja                       | Béja             | 1938                 | Complexe culturel                         | 36° 43′ 26″ nord, 9° 11′ 06″ est  | Église Notre-Dame-du-Rosaire de Béja, Béja                             |
| Église de Ben Arous                                        | Ben Arous        | 1946                 | Local associatif                          | 36° 45′ 30″ nord, 10° 13′ 21″ est | Église de Ben Arous                                                    |
| Église de Besbassia                                        | Aïn Es Saf Saf   | 1924                 | Détruite                                  | à géolocaliser                    | Image manquante                                                        |
| Église Saint-Joseph de Bir Halima                          | Zaghouan         | 1909                 | Abandonnée                                | 36° 23′ 44″ nord, 10° 02′ 49″ est | Église Saint-Joseph de Bir Halima                                      |
| Église Sainte-Thérèse-de-l'Enfant-Jésus de Bir Mcherga     | Bir Mcherga      | 1954                 | Maison de jeunes                          | 36° 31′ 02″ nord, 9° 57′ 21″ est  | Église Sainte-Thérèse-de-l'Enfant-Jésus de Bir Mcherga                 |
| Église Notre-Dame-de-France de Bizerte                     | Bizerte          | 1953                 | Maison de la culture                      | 37° 16′ 17″ nord, 9° 52′ 26″ est  | Église Notre-Dame-de-France de Bizerte, Bizerte                        |
| Église de Bou Arada                                        | Bou Arada        | 1932                 | Détruite                                  | 36° 21′ 12″ nord, 9° 37′ 34″ est  | Église de Bou Arada                                                    |
| Église de Bouficha                                         | Bouficha         |                      |                                           | à géolocaliser                    | Image manquante                                                        |
| Église de Bradahi                                          | Mornag           |                      |                                           | à géolocaliser                    | Image manquante                                                        |
| Cathédrale Saint-Louis de Carthage                         | Carthage         | 1890                 | Centre culturel                           | 36° 51′ 13″ nord, 10° 19′ 24″ est | Cathédrale Saint-Louis de Carthage, Carthage                           |
| Chapelle Sainte-Monique de Carthage                        | Carthage         | 1896                 | Centre de conférences                     | 36° 51′ 44″ nord, 10° 20′ 19″ est | Chapelle Sainte-Monique de Carthage, Carthage                          |
| Église de La Cebala du Mornag                              | Mornag           | 1911                 | Maison de la culture                      | 36° 40′ 44″ nord, 10° 17′ 16″ est | Église de La Cebala du Mornag                                          |
| Église Notre-Dame-de-Bon-Secours de Chaouat                | Djedeida         | 1895                 |                                           | à géolocaliser                    |                                                                        |
| Église de Chassart Tefaha                                  | Ariana           |                      |                                           | à géolocaliser                    | Image manquante                                                        |
| Église de Chebbaou                                         | La Manouba       |                      |                                           | à géolocaliser                    | Image manquante                                                        |
| Église de Djedeida                                         | Djedeida         | 1915                 |                                           | à géolocaliser                    | Image manquante                                                        |
| Église Saint-Joseph de Djerba                              | Houmt Souk       | 1848                 | Lieu de culte                             | 33° 52′ 42″ nord, 10° 51′ 29″ est | Église Saint-Joseph de Djerba, Houmt Souk                              |
| Église d'Ebba Ksour                                        | Dahmani          | 1954                 | Habitation                                | 35° 56′ 26″ nord, 8° 49′ 42″ est  | Église d'Ebba Ksour                                                    |
| Église Sainte-Thérèse-de-l'Enfant-Jésus de Saint-Germain   | Ezzahra          | 1929                 | Détruite                                  | 36° 44′ 55″ nord, 10° 18′ 38″ est | Église Sainte-Thérèse-de-l'Enfant-Jésus de Saint-Germain               |
| Église Sainte-Thérèse-de-l'Enfant-Jésus de Ferryville      | Menzel Bourguiba | 1908                 | Bibliothèque                              | 37° 09′ 29″ nord, 9° 47′ 37″ est  | Église Sainte-Thérèse-de-l'Enfant-Jésus de Ferryville/Menzel Bourguiba |
| Église Sainte-Rita de Fondouk Hafayedh                     | Nabeul           | 1903                 | Abandonnée                                | 36° 30′ 08″ nord, 10° 34′ 27″ est | Église Sainte-Rita de Fondouk Hafayedh                                 |
| Église de Fondouk Jedid                                    | Nabeul           | 1899                 |                                           | à géolocaliser                    |                                                                        |
| Église Saint-Michel de Franceville                         | El Omrane        | 1949                 | Salle de théâtre                          | 36° 48′ 53″ nord, 10° 09′ 59″ est | Église Saint-Michel de Franceville                                     |
| Église Sainte-Anne de Gaâfour                              | Gaâfour          | 1920                 | Abandonnée                                | 36° 19′ 28″ nord, 9° 19′ 30″ est  | Église Sainte-Anne de Gaâfour, Gaâfour                                 |
| Église de Gabès                                            | Gabès            | 1911                 | Abandonnée                                | 33° 53′ 17″ nord, 10° 06′ 20″ est | Église de Gabès, Gabès                                                 |
| Église de La Galite                                        | La Galite        | 1923                 | Ruines                                    | 37° 31′ 28″ nord, 8° 56′ 37″ est  | Image manquante                                                        |
| Église du Sacré-Cœur de Ghardimaou                         | Ghardimaou       | 1904                 | Maison de jeunes                          | 36° 26′ 49″ nord, 8° 26′ 19″ est  | Église du Sacré-Cœur de Ghardimaou                                     |
| Église de Goubellat                                        | Goubellat        | 1955                 | Siège de la municipalité                  | 36° 32′ 23″ nord, 9° 39′ 51″ est  | Église de Goubellat                                                    |
| Église Saint-Augustin-et-Saint-Fidèle de La Goulette       | La Goulette      | 1872                 | Lieu de culte                             | 36° 48′ 58″ nord, 10° 18′ 05″ est | Église Saint-Augustin-et-Saint-Fidèle de La Goulette, La Goulette      |
| Église de Grombalia                                        | Grombalia        | 1948                 | détruite                                  | 36° 35′ 58″ nord, 10° 29′ 46″ est | Église de Grombalia                                                    |
| Église de Haffouz (Pichon)                                 | Haffouz          | 1911                 | Maison de la culture                      | à géolocaliser                    | Image manquante                                                        |
| Église Sainte-Marie de Hammam Lif                          | Hammam Lif       | 1896                 | Local politique                           | 36° 43′ 49″ nord, 10° 20′ 19″ est | Église Sainte-Marie de Hammam Lif, Hammam Lif                          |
| Église du Bienheureux Antoine Neyrot d'Hammamet            | Hammamet         | 1909                 | Détruite                                  | 36° 23′ 48″ nord, 10° 36′ 50″ est | Église du Bienheureux Antoine Neyrot d'Hammamet, Hammamet              |
| Église de l'Immaculée-Conception de Kairouan               | Kairouan         | 1913                 | Détruite                                  | 35° 40′ 23″ nord, 10° 06′ 10″ est | Église de l'Immaculée-Conception de Kairouan, Kairouan                 |
| Église de Kalaat Senan                                     | Kalaat Senan     |                      | Détruite                                  | 35° 46′ 02″ nord, 8° 20′ 29″ est  | Église de Kalaat Senan                                                 |
| Église du Sacré-Cœur du Kef                                | Le Kef           | 1891                 | Monument archéologique                    | 36° 10′ 46″ nord, 8° 42′ 47″ est  | Église Sainte-Croix du Kef, Le Kef                                     |
| Église de Kélibia                                          | Kélibia          | 1934                 | Maison de la culture                      | 36° 50′ 48″ nord, 11° 05′ 29″ est | Église de Kélibia                                                      |
| Église de Khanguet Gare                                    | Khanguet         | 1929                 | Ruines                                    | 36° 37′ 23″ nord, 10° 27′ 42″ est | Église de Khanguet Gare                                                |
| Église Saint-Louis de Khlédia                              | Khalidia         | 1939                 | Maison de la culture                      | 36° 38′ 38″ nord, 10° 11′ 33″ est | Église Saint-Louis de Khlédia                                          |
| Église du Kram                                             | Le Kram          | 1903                 | Centre culturel                           | 36° 50′ 00″ nord, 10° 19′ 02″ est | Église du Kram                                                         |
| Église du Krib                                             | El Krib          | 1931                 |                                           | à géolocaliser                    | Image manquante                                                        |
| Église Notre-Dame-du-Mont-Carmel de Mahdia                 | Mahdia           | 1861                 | Salle polyvalente                         | 35° 30′ 17″ nord, 11° 04′ 14″ est | Image manquante                                                        |
| Église de La Manouba                                       | La Manouba       | 1894                 | Manifestations culturelles                | 36° 48′ 32″ nord, 10° 05′ 40″ est | Église de La Manouba                                                   |
| Église de La Marsa                                         | La Marsa         | 1882                 | Chapelle                                  | 36° 52′ 33″ nord, 10° 20′ 21″ est | Église de La Marsa                                                     |
| Église Saint-Vincent-de-Paul de Massicault                 | Borj El Amri     | 1909                 | Siège de la municipalité                  | 36° 42′ 39″ nord, 9° 53′ 01″ est  | Église Saint-Vincent-de-Paul de Massicault                             |
| Église de Mateur                                           | Mateur           | 1898                 | Abandonnée                                | 37° 02′ 17″ nord, 9° 40′ 04″ est  | Église de Mateur, Mateur                                               |
| Église de Maxula-Radès                                     | Radès            | 1911                 | Abandonnée                                | 36° 46′ 06″ nord, 10° 16′ 32″ est | Église de Maxula-Radès, Radès                                          |
| Église Notre-Dame-de-Lourdes de Médenine                   | Médenine         | 1918                 | Détruite                                  | 33° 20′ 59″ nord, 10° 28′ 41″ est | Église Notre-Dame-de-Lourdes de Médenine, Médenine                     |
| Église Saint-Augustin de Medjez el-Bab                     | Medjez el-Bab    | 1913                 | Abandonnée                                | 36° 39′ 02″ nord, 9° 36′ 35″ est  | Église Saint-Augustin de Medjez el-Bab, Medjez el-Bab                  |
| Église Sainte-Thérèse-de-l'Enfant-Jésus de Mégrine-Coteaux | Mégrine          | 1936                 | Centre culturel                           | 36° 46′ 09″ nord, 10° 14′ 18″ est | Église Sainte-Thérèse-de-l'Enfant-Jésus de Mégrine-Coteaux, Mégrine    |
| Église de Mégrine-Lescure                                  | Mégrine          | 1957                 | Jardin d'enfants                          | 36° 46′ 06″ nord, 10° 13′ 30″ est | Église de Mégrine-Lescure, Mégrine                                     |
| Église d'El Mehrine                                        | El Batan         | 1929                 | Ruines                                    | 36° 45′ 45″ nord, 9° 51′ 25″ est  | Église d'El Mehrine                                                    |
| Église de Monastir                                         | Monastir         | 1862                 | Détruite                                  | à géolocaliser                    |                                                                        |
| Église de Mornaguia                                        | Mornaguia        | 1922                 | Local politique                           | à géolocaliser                    | Image manquante                                                        |
| Église de Moulinville                                      | Sfax             | 1923                 | Détruite                                  | 34° 44′ 53″ nord, 10° 45′ 42″ est | Image manquante                                                        |
| Église Saint-Vincent-de-Paul de Mraissa                    | Soliman          | 1913                 | Dépôt de la Direction générale des forêts | 36° 45′ 10″ nord, 10° 33′ 50″ est | Église Saint-Vincent-de-Paul de Mraissa                                |
| Église du Sacré-Cœur de Mrira                              | Fouchana         | 1897                 | Abandonnée                                | à géolocaliser                    |                                                                        |
| Église de Nabeul                                           | Nabeul           | 1900                 | Local politique                           | 36° 27′ 23″ nord, 10° 44′ 20″ est | Église de Nabeul                                                       |
| Église d'Oued Ellil                                        | Oued Ellil       | 1939                 |                                           | à géolocaliser                    | Image manquante                                                        |
| Église d'Oued Zarga                                        | Oued Zarga       | 1928                 | Ruines                                    | 36° 40′ 36″ nord, 9° 24′ 48″ est  | Église d'Oued Zarga, Oued Zarga                                        |
| Église d'Oueslatia                                         | Oueslatia        | 1937                 |                                           | à géolocaliser                    | Image manquante                                                        |
| Église Sainte-Anne de La Pêcherie                          | La Pêcherie      | 1919                 | Manifestations culturelles                | 37° 15′ 21″ nord, 9° 50′ 29″ est  | Église Sainte-Anne de La Pêcherie                                      |
| Église Notre-Dame-des-Champs de Pont-du-Fahs               | El Fahs          | 1922                 | détruite                                  | 36° 22′ 27″ nord, 9° 54′ 18″ est  | Église Notre-Dame-des-Champs de Pont-du-Fahs                           |
| Église Saint-Pierre-l'Apôtre de Porto Farina               | Ghar El Melh     | 1860                 | Lieu de visite touristique                | 37° 10′ 11″ nord, 10° 11′ 23″ est | Église Saint-Pierre-l'Apôtre de Porto Farina, Ghar El Melh             |
| Église de Saïda                                            | Essaida          | 1928                 | Dispensaire                               | à géolocaliser                    | Image manquante                                                        |
| Église de Sbeïtla                                          | Sbeïtla          | 1928                 | Détruite                                  | 35° 13′ 49″ nord, 9° 07′ 35″ est  | Église de Sbeïtla, Sbeïtla                                             |
| Église Saint-Félix de Schuiggui                            | Chouigui         | 1898                 | Abandonnée                                | 36° 52′ 47″ nord, 9° 48′ 23″ est  | Église Saint-Félix de Schuiggui, Chouigui                              |
| Église du Sers                                             | Le Sers          | 1953                 | Abandonnée                                | 36° 04′ 26″ nord, 9° 01′ 14″ est  | Église du Sers, Le Sers                                                |
| Église Saint-Pierre-et-Saint-Paul de Sfax                  | Sfax             | 1953                 | Médiathèque                               | 34° 43′ 55″ nord, 10° 45′ 39″ est | Église Saint-Pierre-et-Saint-Paul de Sfax, Sfax                        |
| Église de Sidi Bouzid                                      | Sidi Bouzid      | 1937                 |                                           | à géolocaliser                    |                                                                        |
| Église de Sidi Saad                                        | Nasrallah        | 1924                 |                                           | à géolocaliser                    | Image manquante                                                        |
| Église de Sidi Thabet                                      | Sidi Thabet      | 1940                 | Maison de la culture                      | 36° 54′ 32″ nord, 10° 02′ 35″ est | Église de Sidi Thabet                                                  |
| Église de Soliman                                          | Soliman          | 1940                 |                                           | à géolocaliser                    | Image manquante                                                        |
| Église Sainte-Félicité de Souk El Arba                     | Jendouba         | 1891                 | Centre de formation                       | 36° 30′ 07″ nord, 8° 46′ 47″ est  | Église Sainte-Félicité de Souk El Arba                                 |
| Église Saint-Clément de Souk El Khemis                     | Bou Salem        | Entre 1900 et 1909   | Salle des fêtes                           | 36° 36′ 38″ nord, 8° 58′ 07″ est  | Église Saint-Clément de Souk El Khemis                                 |
| Église de La Soukra                                        | La Soukra        |                      |                                           | à géolocaliser                    | Image manquante                                                        |
| Église Saint-Félix de Sousse                               | Sousse           | 1916                 | Lieu de culte                             | 35° 49′ 59″ nord, 10° 38′ 05″ est | Église Saint-Félix de Sousse, Sousse                                   |
| Église Notre-Dame-de-l'Immaculée-Conception de Sousse      | Sousse           | 1867                 | Détruite                                  | 35° 49′ 40″ nord, 10° 38′ 22″ est | Église Notre-Dame-de-l'Immaculée-Conception de Sousse, Sousse          |
| Église de Saint-Joseph de Sousse                           | Sousse           | 1863                 |                                           | à géolocaliser                    | Image manquante                                                        |
| Église Sainte-Maxime de Tabarka                            | Tabarka          | 1891                 | Musée                                     | 36° 57′ 21″ nord, 8° 45′ 18″ est  | Église de Tabarka, Tabarka                                             |
| Église Sainte-Félicité-et-Sainte-Perpétue de Tebourba      | Tebourba         | 1948                 | Bibliothèque                              | 36° 49′ 39″ nord, 9° 50′ 36″ est  | Église Sainte-Félicité-et-Sainte-Perpétue de Tebourba, Tebourba        |
| Église de Téboursouk                                       | Téboursouk       | 1922                 | Abandonnée                                | 36° 27′ 29″ nord, 9° 14′ 43″ est  | Église de Téboursouk                                                   |
| Église Sainte-Marie de Tinja                               | Tinja            | 1924                 | Abandonnée                                | 37° 09′ 35″ nord, 9° 45′ 30″ est  | Église de Tinja                                                        |
| Église de Tozeur                                           | Tozeur           | 1931                 | Bureau de la Poste tunisienne             | à géolocaliser                    |                                                                        |
| Cathédrale Saint-Vincent-de-Paul de Tunis                  | Tunis            | 1897                 | Lieu de culte                             | 36° 48′ 00″ nord, 10° 10′ 44″ est | Cathédrale Saint-Vincent-de-Paul de Tunis, Tunis                       |
| Chapelle Notre-Dame de Tunis                               | Tunis            | 1915                 | Détruite                                  | 36° 49′ 50″ nord, 10° 09′ 37″ est | Chapelle Notre-Dame de Tunis                                           |
| Chapelle Notre-Dame de l'Espérance (Tunis)                 | Tunis            | 1926                 | Centre culturel                           | 36° 47′ 47″ nord, 10° 10′ 25″ est | Chapelle Notre-Dame de l'Espérance de Tunis, Tunis                     |
| Église Notre-Dame-du-Rosaire de Tunis                      | Tunis            | 1896                 | Abandonnée                                | 36° 47′ 33″ nord, 10° 10′ 28″ est | Église Notre-Dame-du-Rosaire de Tunis, Tunis                           |
| Chapelle Notre-Dame-de-Sion de Tunis                       | Tunis            | 1891                 | Détruite                                  | 36° 47′ 55″ nord, 10° 10′ 48″ est | Chapelle Notre-Dame-de-Sion de Tunis, Tunis                            |
| Église du Sacré-Cœur de Tunis                              | Tunis            | 1899                 | Abandonnée                                | 36° 48′ 22″ nord, 10° 10′ 28″ est | Église du Sacré-Cœur de Tunis, Tunis                                   |
| Église Sainte-Croix de Tunis                               | Tunis            | 1837                 | Locaux municipaux                         | 36° 47′ 56″ nord, 10° 10′ 29″ est | Église Sainte-Croix de Tunis, Tunis                                    |
| Église Sainte-Jeanne-d'Arc de Tunis                        | Tunis            | 1911                 | Lieu de culte                             | 36° 49′ 09″ nord, 10° 10′ 51″ est | Église Sainte-Jeanne-d'Arc de Tunis, Tunis                             |
| Église Saint-Joseph de Tunis                               | Tunis            | 1941                 | Centre culturel                           | 36° 47′ 55″ nord, 10° 11′ 04″ est | Église Saint-Joseph de Tunis, Tunis                                    |
| Église de Bab Saadoun                                      | Tunis            |                      |                                           | à géolocaliser                    | Image manquante                                                        |
| Église Notre-Dame du Bon-Conseil de Tunis                  | Tunis            |                      |                                           | à géolocaliser                    | Image manquante                                                        |
| Église de la Sainte-Famille de Villejacques                | Mnihla           | 1936                 | Centre de police                          | à géolocaliser                    | Image manquante                                                        |
| Église Sainte-Hélène de Zaghouan                           | Zaghouan         | 1902                 | Complexe culturel                         | 36° 23′ 57″ nord, 10° 08′ 53″ est | Église de Zaghouan, Zaghouan                                           |
| Église Notre-Dame de la Garde de Zarzis                    | Zarzis           | 1922                 | Musée                                     | 33° 30′ 14″ nord, 11° 06′ 55″ est | Église Notre-Dame de la Garde de Zarzis, Zarzis                        |

## Autres églises
La liste ci-dessous inclut les édifices qui ne sont pas mentionnés dans le modus vivendi :
| Église                                                        | Localisation  | Date de construction | Utilisation actuelle         | Coordonnées                       | Illustration                                            |
| ------------------------------------------------------------- | ------------- | -------------------- | ---------------------------- | --------------------------------- | ------------------------------------------------------- |
| Église Saint-Eugène d'Armand Colin                            | El M'nagha    | 1949                 | Abandonnée                   | 36° 33′ 17″ nord, 9° 56′ 37″ est  | Église Saint-Eugène d'Armand Colin                      |
| Église de Beni M'Tir                                          | Beni M'Tir    | 1952                 | Centre culturel pour enfants | 36° 44′ 19″ nord, 8° 44′ 02″ est  | Église de Beni M'Tir                                    |
| Église Notre-Dame-de-France de Ben Gardane                    | Ben Gardane   |                      |                              | à géolocaliser                    | Image manquante                                         |
| Église de l'Immaculée-Conception-des-Bibans de Bordj le Boeuf | Bordj le Bœuf |                      |                              | à géolocaliser                    |                                                         |
| Église de Chemtou                                             | Chemtou       | 1904                 | Ruines                       | 36° 29′ 29″ nord, 8° 34′ 34″ est  | Église de Chemtou, Chemtou                              |
| Église de Crétéville                                          | Crétéville    | 1887                 | Habitation                   | à géolocaliser                    | Image manquante                                         |
| Église de Depienne                                            | Sminja        | 1923                 | Détruite                     | 36° 27′ 26″ nord, 10° 01′ 28″ est | Image manquante                                         |
| Église du Mont-Carmel du djebel Trozza                        | El Alâa       | 1912                 | Ruines                       | 35° 32′ 31″ nord, 9° 34′ 51″ est  | Église du Mont-Carmel du djebel Trozza                  |
| Église Saint-Augustin d'Enfidaville                           | Enfida        | 1907                 | Musée                        | 36° 08′ 07″ nord, 10° 22′ 47″ est | Église Saint-Augustin d'Enfidaville, Enfida             |
| Église Saint-Joseph de Gafsa                                  | El Ksar       | 1912                 | Municipalité                 | 34° 23′ 51″ nord, 8° 48′ 17″ est  | Église Saint-Joseph de Gafsa, Gafsa                     |
| Église Sainte-Barbe de Jérissa                                | Jérissa       | 1911                 | Complexe culturel            | 35° 50′ 24″ nord, 8° 38′ 03″ est  | Église Sainte-Barbe de Jérissa, Jérissa                 |
| Église de Kasserine                                           | Kasserine     |                      |                              | à géolocaliser                    |                                                         |
| Église de Khanguet Hadjaj                                     | Grombalia     | 1899                 | Habitation                   | 36° 36′ 28″ nord, 10° 25′ 40″ est | Église de Khanguet Hadjaj                               |
| Église de Mdhilla                                             | Mdhilla       | 1952                 | Habitation                   | à géolocaliser                    | Image manquante                                         |
| Église de Meknassy                                            | Meknassy      | 1953                 | Abandonnée                   | à géolocaliser                    | Image manquante                                         |
| Église de Mareth                                              | Mareth        | 1938                 |                              | à géolocaliser                    | Image manquante                                         |
| Église Sainte-Barbe de Métlaoui                               | Métlaoui      | 1902                 |                              | à géolocaliser                    |                                                         |
| Église de Moularès                                            | Moularès      | 1925                 | Fermée                       | 34° 29′ 26″ nord, 8° 16′ 21″ est  | Église de Moularès                                      |
| Église de la Cité Mellègue                                    | Nebeur        | 1951                 | Mosquée                      | 36° 19′ 12″ nord, 8° 42′ 24″ est  | Église de la Cité Mellègue                              |
| Église de Picville                                            | Sfax          | 1935                 |                              | à géolocaliser                    | Image manquante                                         |
| Église Saint-Paul de Redeyef                                  | Redeyef       | 1912                 | Fermée                       | 34° 22′ 58″ nord, 8° 09′ 00″ est  | Église de Redeyef                                       |
| Église de Saadia                                              | Kairouan      | 1913                 |                              | à géolocaliser                    |                                                         |
| Église de Sainte Marie du Zit                                 | Oued Ez Zit   | 1895                 | Dépôt privé                  | 36° 24′ 57″ nord, 10° 18′ 20″ est | Église de Sainte Marie du Zit                           |
| Église de Séjoumi                                             | Séjoumi       | 1950                 |                              | à géolocaliser                    | Image manquante                                         |
| Église de Sened                                               | Sened         | 1920                 | Habitation                   | à géolocaliser                    | Image manquante                                         |
| Église Notre-Dame-des-Victoires de Tataouine                  | Tataouine     | 1918                 | Abandonnée                   | 32° 55′ 35″ nord, 10° 26′ 39″ est | Église Notre-Dame-des-Victoires de Tataouine, Tataouine |
| Église de la Sainte-Famille de Thibar                         | Thibar        | 1902                 | Lycée professionnel          | 36° 31′ 33″ nord, 9° 05′ 52″ est  | Église de la Sainte-Famille de Thibar                   |